# Akkoord van Parijs
Het akkoord van Parijs (ook Parijs-akkoord of klimaatakkoord), een onderdeel van het Klimaatverdrag, is een internationaal verdrag gesloten door 159 lidstaten van de Verenigde Naties vanuit de gedachte de opwarming van de Aarde door de inzet van maatregelen te kunnen en zullen beteugelen. Het akkoord is op 12 december 2015 gepresenteerd op de klimaatconferentie van Parijs 2015.

## Achtergrond
De voorloper van het Akkoord was het Kyoto-protocol, ondertekend op 11 december 1997 en geldig tot 31 december 2020. In het Akkoord van Parijs werd door de verdragsluitende partijen als streven een bovengrens van 2 graden opwarming ten opzichte van het pre-industriële tijdperk vastgelegd. Bovendien wordt het streven vastgelegd om de opwarming beperkt te houden tot 1,5 graad. Verder werd overeengekomen er aan te werken het gebruik van fossiele brandstoffen te verminderen, aangezien dit als een belangrijke oorzaak wordt gezien van een overmatige CO2-uitstoot, die mede verantwoordelijk wordt gehouden voor de opwarming.
In het verdrag werd vastgehouden door de lidstaten dat zij nationale klimaatplannen (nationaal vastgestelde bijdragen, Nationally Determined Contributions, NDC's, of Intended Nationally Determined Contributions, INDC's, als het over intenties gaat) op zouden stellen die ambitieus waren en waarvan het ambitieniveau bij ieder nieuw plan moet stijgen. Bovendien werd opgenomen dat van de rijke landen wordt verwacht dat zij ontwikkelingslanden financieel zullen steunen bij het terugbrengen van hun eigen uitstoot. De toenmalige Amerikaanse president Barack Obama had deze twee laatste zaken als voorwaarde voor het akkoord gesteld.
Het Akkoord betrof de periode na 2020 en zou in werking treden na ratificatie door minstens 55 landen, die gezamenlijk meer dan 55% van de broeikasgassen uitstoten. Het Akkoord werd ongewoon snel geratificeerd: reeds op 5 oktober 2016 werd de drempel bereikt, zodat het Akkoord op 4 november 2016 in werking kon treden, vlak voor de klimaatconferentie van Marrakesh 2016.
Vanaf 2023 zal er om de vijf jaar een wereldwijde evaluatie ("Global Stocktake") plaatsvinden van de uitstoot(vermindering).

## Ondertekenaars
Naast de partijen in het Klimaatverdrag die het Akkoord in Parijs sloten, heeft nog een aantal andere landen het Akkoord van Parijs ondertekend. Op 5 maart 2018 hebben 195 landen, waaronder 175 partijen in het Klimaatverdrag, het Akkoord ondertekend, daaronder alle lidstaten van de Europese Unie. Het Akkoord is door twintig landen, waaronder Colombia, Irak, Iran en Rusland nog niet geratificeerd. Eind oktober 2019 hadden 197 landen ondertekend, en tien daarvan nog niet geratificeerd of definitief goedgekeurd: Angola, Eritrea, Irak, Iran, Jemen, Kirgizië, Libanon, Libië, Turkije, en Zuid-Soedan.

## Stand van zaken

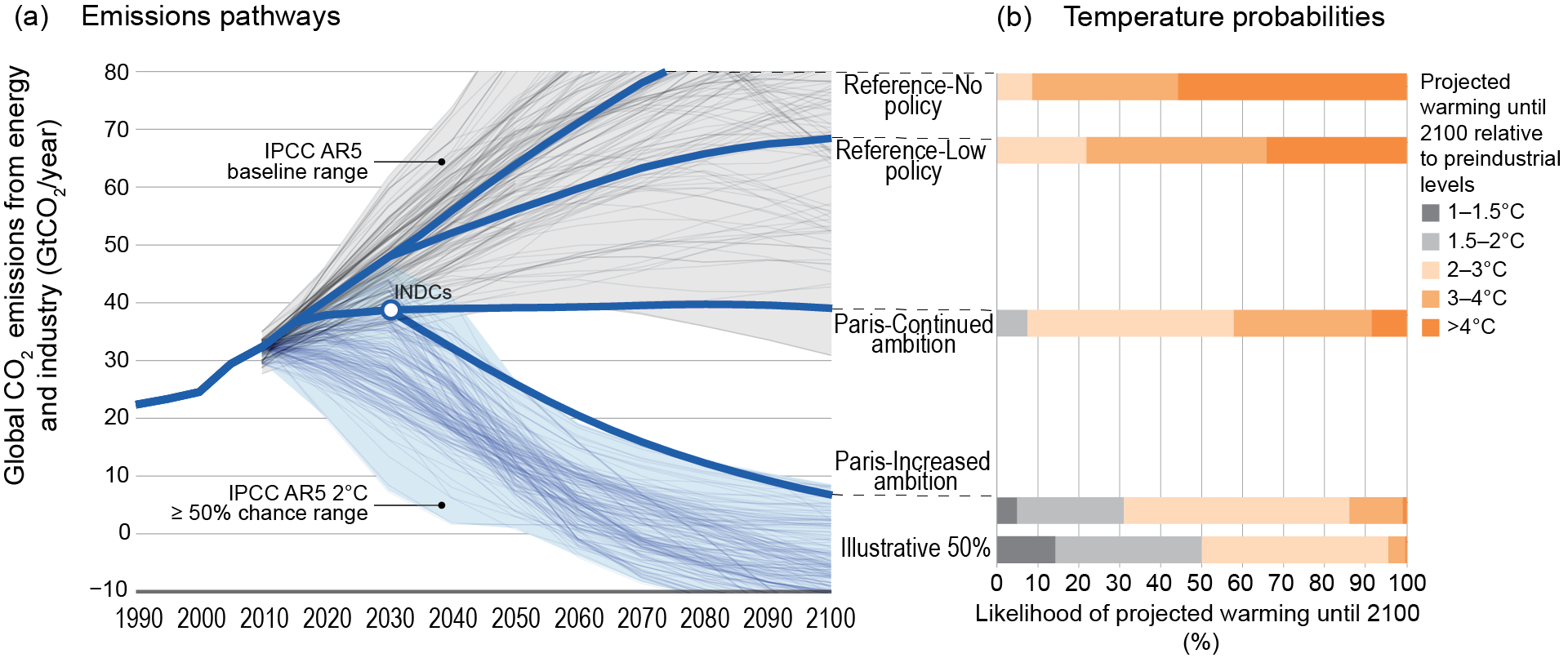
Impact van de beloofde mitigatiemaatregelen afgesproken in het Akkoord van Parijs

### Doelstellingen ontoereikend
Critici stellen dat een van de ingebouwde zwakheden van het Akkoord erin bestaat dat de landen zelf hun klimaatdoelstellingen kunnen bepalen. Een andere tekortkoming is het feit dat de luchtvaart en scheepvaart niet vermeld worden.
Al voor het in werking treden van het Akkoord was er wetenschappelijk twijfel gerezen of de doelstellingen van Parijs, zelfs bij toepassing, zouden volstaan om de opwarming tot 1,5° of 2 °C te beperken. Volgens meerdere wetenschappelijke onderzoeken, onder meer van het Massachusetts Institute of Technology in april 2016, een internationale groep wetenschappers gepubliceerd in  Nature in juni 2016 en van het VN-Milieuprogramma in november 2016. Daarenboven bleek inmiddels dat verreweg de meeste landen zelfs die matige doelstellingen niet gehaald zouden hebben tegen de eerstvolgende evaluatie op de klimaatconferentie van Katowice in december 2018, drie jaar na het sluiten van het Akkoord.

### Bindend, nationale wetgeving
Het akkoord van Parijs is bindend en na bekrachtiging wordt het nationale wetgeving voor landen die het akkoord hebben onderschreven. Sancties kunnen niet door andere landen worden opgelegd, met uitzondering van de landen binnen de Europese Unie, via een andere weg. Dat ontlokte toonaangevend klimaatwetenschapper James Hansen de bittere opmerking “dat Parijs bedrog is” ("a fraud"). Enkel structurele maatregelen zoals een CO2-tax zou hierin verbetering kunnen brengen, aldus milieu-economen.

### Implementatie
De concrete uitvoering van het Akkoord moest echter nog verder onderhandeld worden. Het gaat dan om een hele reeks technische regelingen en modaliteiten (Paris Rulebook) op verschillende terreinen, waaronder transparantie, adaptatie, emissiereducties, financiering, capaciteitsopbouw en technologie. Het overleg hierover is aangevat op de Klimaatconferentie van Bonn 2017, en wordt afgerond op de Klimaatconferentie van Katowice 2018, met tussentijdse vergaderingen.

### Desinvesteren
Milieugroepen en -economen wijzen op het enorme gewicht dat de privé-sector in de schaal kan leggen door steeds meer te desinvesteren in fossiele brandstoffen, en des te meer in hernieuwbare energie. Met name de pensioenfondsen zouden hierin een belangrijke rol kunnen spelen.

## One Planet Summit
Naar aanleiding van de tweede verjaardag van het Akkoord, werd op 12 december 2017 in Parijs de One Planet Summit bijeengeroepen, op uitnodiging van de Franse president Emmanuel Macron, en georganiseerd in samenwerking met de Verenigde Naties en de Wereldbank. Bijna 4.000 deelnemers en een vijftigtal staatshoofden en regeringsleiders bespraken in vier secties de opvolging van het Akkoord van Parijs. Er werden een aantal praktische afspraken gemaakt voor de financiering van klimaatprojecten, met een bijzondere nadruk op de inbreng van bedrijven en banken. De slotresolutie omvatte twaalf punten met voornemens en toezeggingen.
Opmerkelijk was de stellingname van VN-secretaris-generaal António Guterres tegen investeringen in fossiele brandstoffen (Het is ook een feit dat fossiele brandstoffen sterk worden gesubsidieerd - wat betekent dat we investeren in onze eigen ondergang), en de sombere waarschuwing van president Macron (On est en train de perdre la bataille - "we zijn de strijd aan het verliezen").
Voorts liet de Wereldbank weten vanaf 2019 geen investeringen meer in fossiele brandstoffen te zullen ondersteunen, tenzij voor de armste landen, maar ook dan binnen het Akkoord van Parijs.

## Terugtrekkingen VS
Op 1 juni 2017 kondigde president Trump aan dat de VS zich zou terugtrekken uit het akkoord. Formeel kan die terugtrekking niet eerder ingaan dan op 4 november 2020. Echter tekenden na de aankondiging van Trump, gouverneurs en burgemeesters van in eerste instantie 12 staten een verklaring waarin ze beloofden zich wél aan het akkoord te houden: de zogenaamde United States Climate Alliance. Nadat op 1 juli 2019 Montana toetrad, bestond de alliantie uit 25 staten.
Na de inauguratie van de nieuwe president ondertekende Joe Biden op 20 januari 2021 een decreet dat leidde tot de herintreding van de VS tot het akkoord.
Op 20 januari 2025, direct na de tweede inauguratie van Donald Trump, werd bekend dat de Verenigde Staten zich opnieuw terugtrekken uit het Klimaatakkoord van Parijs.

## Klimaatakkoord Nederland
In 2018 zijn de onderhandelingen rondom het Klimaatakkoord gestart door bedrijven, maatschappelijke organisaties en overheden. Het Klimaatakkoord heeft als doelstelling in 2030 broeikasgassen met 49% te hebben verminderd ten opzichte van 1990. In 2019 zou de uitvoering van de plannen uit het Klimaatakkoord moeten starten.

## België
De uitvoering van het Nationaal Klimaatplan is na de staatshervorming verdeeld over het federale en het gewestelijke niveau. Daartoe werd een reeks samenwerkingsakkoorden gesloten, waarvan het eerste op 14 november 2002. Voor de coördinatie is de Nationale Klimaatcommissie opgericht. Het beleidsoverleg is vergelijkbaar met het energiebeleid, waar een bevoegdheidsverdeling bestaat, met ENOVER (in het Frans: CONCERE) als overlegorgaan.

## Europese Unie
De Europese Unie nam zich, op initiatief van Frankrijk, in 2017 voor een bindende verwijzing naar het Akkoord van Parijs op te nemen in alle nieuw af te sluiten handelsverdragen. In het handelsakkoord met Japan werd op dit vlak de spits afgebeten, en ook aan het CETA-akkoord met Canada werd in september 2018 een gelijkaardige clausule toegevoegd. In principe zou dus ook bij de 27 handelsakkoorden waarover nog wordt onderhandeld, de clausule “Geen Parijs, Geen Handelsakkoord” van toepassing moeten zijn.

## Opvolging
De uitwerking en opvolging van het Akkoord gebeurt in de jaarlijkse klimaatconferenties die na de Klimaatconferentie van Parijs 2015 zijn gehouden. Anderzijds zijn grote bedrijven en groepen gehouden tot jaarlijkse duurzaamheidsrapportering. 
De Europese Unie vaardigde op 14 december 2022 Richtlijn 2022/2464 uit inzake Duurzaamheidsrapportering door ondernemingen (Corporate Sustainability Reporting Directive, CSRD) die in 2024 van kracht werd. Deze EU-richtlijn schrijft voor dat grote ondernemingen verplicht worden in hun bestuursverslag te rapporteren over hun impact op milieu-aspecten en HR- en sociale aspecten, oftewel mens en milieu. Ook zullen grote ondernemingen moeten rapporteren of er duurzaamheidsaspecten zijn die een significante impact kunnen hebben op de waarde van de onderneming. Daarnaast moet ook gerapporteerd worden over governance, waaronder verantwoordelijk ondernemingsbestuur en verantwoordelijkheid in de keten.